# Moreno morenoi
Moreno morenoi är en spindelart som beskrevs av Cândido Firmino de Mello-Leitão 1940. 
Moreno morenoi ingår i släktet Moreno och familjen Prodidomidae. Inga underarter finns listade i Catalogue of Life.